# 在满韩族总联合会
在满韩族总联合会（韩语：／），又称韩族总联合会，是1929年8月—1931年9月存在于中国东北北满地区的自治性质的无政府主义社区，地处中朝边界的中国一侧，人口达200万。社区奉行無政府共產主義，以互助为统治原则，采用禮物經濟模式运作。

## 背景
1894年，朝鲜王朝爆发东学党起义，大日本帝国趁机入侵朝鲜，将整个朝鲜半岛纳入势力范围。与此同时，日本向中国东北发动入侵战争，并通过《马关条约》获得辽东半岛，引起原本觊觎中国东北的俄罗斯帝国的不满。最终，日俄两国因争夺在朝鲜半岛和中国东北的殖民利益而在1904年爆发日俄战争。日本在两国战争中获胜，并通过《朴茨茅斯和约》正式取得对南满的控制，并巩固了对朝鲜半岛的控制。原本由沙俄修建的中东铁路长春至旅顺段被转让给日本，改称为南满铁路，日本在铁路两侧设置了大量飞地，并驻扎了铁道守备队（后发展为关东军）。随着1910年《日韩合并条约》签订，朝鲜正式被日本併吞，踏入日治時期。大批不满日本统治的朝鲜人流亡到中国东北，利用研究小组及军校发起韓國獨立運動。朝鲜境内的三一運動被日本镇压后，越来越多的朝鲜民众流亡中国东北，在当地成立朝鲜无政府主义运动。
随着中華帝國分崩离析、军阀混战时代来临，“东北王”张作霖掌控了中国东北。张作霖刚上台的时候，日本曾计划暗杀；但到1924年第二次直奉戰爭爆发后，日本有因张作霖持反共立场而开始为他提供资金。得到日本资助的张作霖则需要为日本镇压其辖区内的朝鲜反日势力。1927年6月，张作霖率领的奉系军阀控制北洋政府，宣告建立軍事獨裁统治。后来张作霖深陷与國民革命軍对战的泥沼，日本政府趁机削弱他对东北的控制力，以此夺取地盘。到1928年6月，国民革命军的北伐势力进军北平，张作霖乘火车回撤到东北。然而火车还没有抵达奉天市，就被日本特务炸毁，张作霖与另外16名乘客被当场炸死。张作霖死后，其子张学良继任奉系领导人。张学良反日立场坚定，与國民政府一道坚决抗日。

## 历史沿革
张学良当局的反日情绪保护了朝鲜无政府主义运动，为其重振声威创造了契机。1929年7月21日，“在满朝鲜无政府主义者联盟”（재만조선무정부주의자연맹）在宁安县（今海林市）宣告成立，标志着无政府主义运动达到高潮。总联合会奉行所有朝鲜人互帮互助的准则，最终目标是建立自由、平等的無國家社會，所有资源按照“各盡所能、各取所需”原则分配。

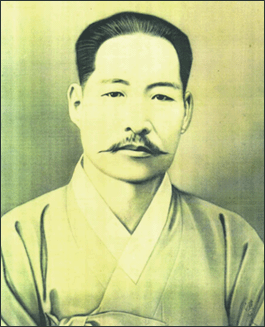
在满韩族总联合会主席兼大韩独立军团总司令官金佐鎮

协会成立的时候，满洲已经有三个朝鲜人自治的政府，一个是鸭绿江畔的“参议府”，一个是位于辽宁省和吉林省的“正义府”，一个是位于北满的“新民府”（1925年3月10日，在宁安城成立，其部队由金佐鎮指挥）。新民府最初奉行朝鮮民族主義，后来逐渐采用无政府主义，以对抗当地影响力不断扩大的马克思列宁主义。1929年8月，新民府和在满朝鲜无政府主义者联盟合并为“在满韩族总联合会”，由金佐镇任主席。
总联合会计划发展农业合作社、免费教育和军训，首要目标是满足朝鲜移工的物资需求、保护朝鲜人不被中国地主和大韩民国临时政府剥削。为了让他们安顿下来，总联合会安排集体耕作，集中生产销售农产品。韩国临时政府虽然也和联合会合作，但其追求独立的目标需要让步给朝鲜移民眼下的生存需要，所以他们也要遵循无政府派的互助准则。为了保障组织经济平稳，独立派和无政府派鼓动的活动会有所延后。
总联合会成立的自治区最终面临日本势力和苏联势力南北夹击，双方各派特工对付总联合会无政府派的要人，许多人因此丧命：1930年1月20日，正在修理碾米机的金佐镇被朝鲜共产主义者暗杀；1930年9月，李乙奎被日本警察逮捕，遣送回朝鲜；1931年7月，金钟仁被暗杀。1931年9月18日，日本入侵满洲，彻底终结了朝鲜人在满洲的无政府主义试验，傀儡政權满洲国上台。无政府派各残部撤退到华南地区，当中许多人志愿加入中国抗日战争。

## 治理模式
在满韩族总联合会自称是“自治性质的合作社”，其代表体制和统治机构根据自治的无政府原则设立，是一个“没有强制性的政府”。社内决策多由公民集会决定，更大的议题则由各村、各县、各地区的理事联合会处理，无统一机构。
联合会采纳自由意志社會主義的经济理论，设立了免费商店、工人合作社及民主學校，同时有地方理事会配套。高级官员由联合会自上而下任命（只领平均薪资），低级的地方官员在地方选任。联合会也会和宣传队一起鼓动群众，一方面争取农民支持，另一方面鼓励他们自行建立村民大会及委员会。大体而言，宣传队伍几乎获得每个地方的欢迎，没有发生大的矛盾冲突。
新民府的军队是韩国独立军，总指挥是金佐鎮将军。这支军队大体上由农民组成，少部分人从饶有经验的游击队改编过来。军队接受当地军校训练，一般向日本和苏联发动游击战。新民军还有一支“治安队”（韓語：치안대）和一支抗日游击队，分别负责保护朝鲜人不被土匪和关东军伤害。

## 脚注
1. ↑  孙旼亨.  (硕士论文). 延边大学. 2012.
2. ↑  Schmidt 2013，第46-47頁.
3. ↑  MacSimoin 2002，第1頁.
4. ↑  Behr 1987，第51頁.
5. ↑  Behr 1987，第59頁.
6. ↑  Behr 1987，第137頁.
7. 1 2  Hwang 2016，第49頁.
8. ↑  Ki-Rak 1986，第28-29頁; MacSimoin 2002，第1-2頁.
9. ↑  Behr 1987，第145-146頁.
10. ↑  Behr 1987，第164頁.
11. ↑  Hwang 2016，第48頁.
12. ↑  Behr 1987，第161頁.
13. ↑  Behr 1987，第165頁.
14. ↑  Behr 1987，第168頁.
15. ↑  Behr 1987，第168-169頁.
16. ↑  Behr 1987，第169-170頁; Hwang 2016，第49頁.
17. ↑  金东哲 1990，第95頁.
18. ↑  Hwang 2016，第49-50頁; Ki-Rak 1986，第30頁; Schmidt 2013，第73頁.
19. ↑  Hwang 2016，第50-51頁.
20. 1 2 3  Hwang 2016，第51頁.
21. ↑  Hwang 2016，第51頁; MacSimoin 2002，第4-5頁.
22. 1 2  Hwang 2016，第51頁; MacSimoin 2002，第5頁.
23. ↑  Hirsch & van der Walt 2010，第l頁; Hwang 2016，第51-52頁; MacSimoin 2002，第4頁.
24. 1 2  Hwang 2016，第52頁.
25. ↑  Hwang 2016，第52-53頁.
26. ↑  MacSimoin 2002，第6頁.
27. ↑  Hwang 2016，第51-52頁.
28. ↑  Hwang 2016，第54頁.
29. ↑  Behr 1987，第182-184頁.
30. 1 2  Schmidt 2013，第74頁.
31. ↑  Gelderloos 2010，第49頁.
32. ↑  Schmidt 2013，第73頁.
33. ↑  MacSimoin 2002，第5頁.
34. ↑  Hirsch & van der Walt 2010，第l頁; Schmidt 2013，第73頁.
35. ↑  Gelderloos 2010，第50頁.

## 延伸阅读
- Gu, Seung-hoe. . Seoul: Ihaksa. 2004: 221  [2022-10-01]. ISBN 8987350754. OCLC 1183137027. （原始内容存档于2022-10-05） （韩语）.
- Kim, Ch'ang-sun. . Seoul: Pukhan Yŏn'guso. 1999: 144–146  [2022-10-01]. OCLC 43149157. （原始内容存档于2022-10-05） （韩语）.
- Lee, Chong-Sik; Gim, Hag-jun; Kim, Yong-ho. . Seoul: Minŭmsa. 2005: 367, 501  [2022-10-01]. ISBN 8937425483. OCLC 1020567226. （原始内容存档于2022-10-06） （韩语）.
- Lee, Ho-ryong. . Cheonan: Independence Hall of Korea. 2008: 27–29, 225  [2022-10-01]. ISBN 978-8993026450. OCLC 1013105816. （原始内容存档于2022-10-01） （韩语）.
- Yi, Hyŏn-hŭi. . Seoul: Tongbang Tosŏ Chusik Hoesa. 1990: 170–171  [2022-10-01]. OCLC 680610592. （原始内容存档于2022-10-01） （韩语）.
- Yi, Mun-chʻang. . Seoul: Ihaksa. 2008: 108–109  [2022-10-01]. ISBN 978-8961471183. OCLC 676382798. （原始内容存档于2022-10-06） （韩语）.
- 金东哲 (编).  第一版. 北京: 中国文史出版社. 1990. ISBN 9787503401824.